# Эксимерная лампа

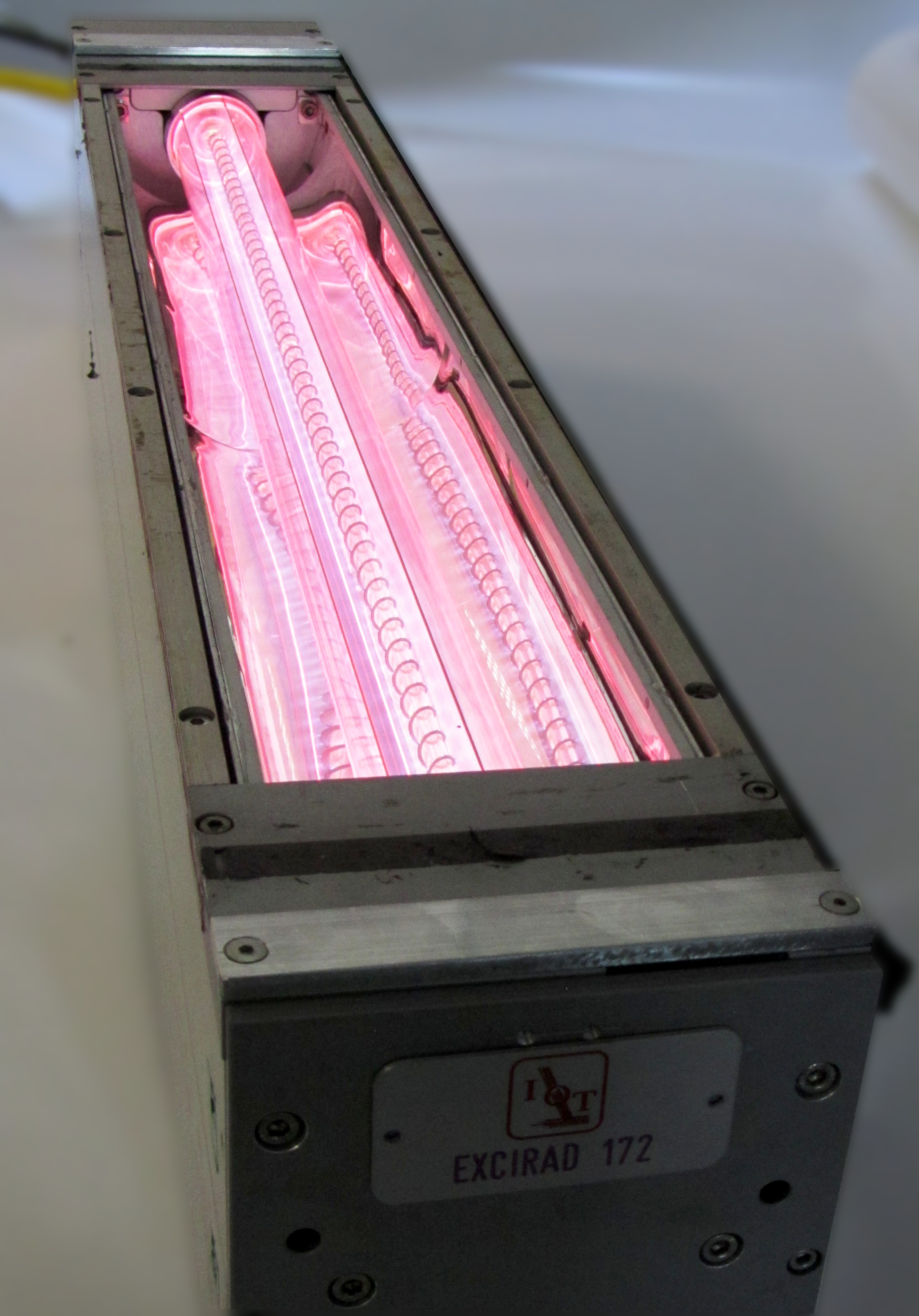

Эксимерная лампа (эксиплексная лампа и эксилампа) — разновидности газоразрядных ламп, источник ультрафиолетового (УФ) излучения (в том числе с длиной волны короче 200 нм). Относительно недавно появившийся класс источников спонтанного излучения, в которых используется неравновесное излучение эксимерных или эксиплексных молекул. Особенностью этих молекул является их устойчивость в электронно-возбужденном состоянии и отсутствие прочной связи в основном. Ряд таких молекул имеет интенсивный B-X переход в УФ или ВУФ диапазонах спектра, что позволяет с высокой эффективностью трансформировать введенную в среду энергию в оптическое излучение.
Основным отличием эксиламп от имеющихся люминесцентных, а также тепловых, источников спонтанного излучения УФ и ВУФ диапазонов является спектр излучения. До 80 % и более от общей мощности излучения может быть сосредоточено в относительно узкой (не более 10 нм на полувысоте) полосе соответствующей молекулы. При этом удельные мощности излучения превышают величины, характерные для ламп низкого давления на резонансных переходах атомов. Кроме того, при возбуждении многокомпонентных газовых смесей одновременно можно получить излучение с соизмеримой интенсивностью на двух и более молекулах.
Достоинствами эксиламп с точки зрения их применения являются: большая энергия фотона (3,5-10 эВ), узкая полоса излучения, относительно высокая удельная мощность излучения, возможность масштабирования и выбора произвольной геометрии излучающей поверхности. Отдельно следует отметить отсутствие ртути в эксилампах. Это обеспечивает им преимущество относительно широко распространенных, но экологически небезопасных ртутьсодержащих ламп. В настоящее время эксилампы начинают использоваться в фотохимии, микроэлектронике, для очистки и модификации свойств поверхности, для полимеризации лаков и красок, в технологиях обеззараживания промышленных отходов, воды, воздуха, биологии, медицине и других применениях. Это стало возможным благодаря большим успехам в понимании процессов, происходящих в оптических средах эксиламп, и создании образцов, пригодных для практического использования.